# Julia Nickson-Soul
Julia Nickson-Soul (Singapura, 11 de setembro de 1958) é uma atriz que se tornou conhecida do público por conta do filme de Sylvester Stallone Rambo: First Blood Part II. Posteriormente apareceu no filme Ethan Mao e no filme independente de 2008, Half-Life.

## Vida pessoal
Nickson-Soul nasceu Julia Nickson em Singapura, de pai inglês e mãe chinesa. Ela estudou na Universidade do Havaí e foi casada com o ator norte-americano David Soul entre 1987 e 1993, com quem teve uma filha, a compositora e cantora China Soul.
Ela é uma cientóloga praticante, tendo se juntado à Igreja em 1996.

## Carreira
Enquanto estudava na Universidade do Havaí, Nickson-Soul também era uma modelo em Honolulu. Lá ela estreou a sua primeira peça, Um Conto de Inverno, de William Shakespeare. Após algumas aulas de interpretação, teatro comunitário e papéis menores em Magnum, ela conseguiu o papel principal em Rambo: First Blood Part II.
Ela também estrelou como convidada no episódio final da série de televisão seaQuest 2032 como a tenente-comandante Heiko Kimura, um papel que se tornaria protagonista caso a série não tivesse sido cancelada. Também esteve em duas séries da franquia Star Trek: no episódio da Nova Geração "The Arsenal of Freedom" como a tripulante Lian T'su e no episódio de Deep Space Nine "Paradise" como uma moça que tenta seduzir o comandante Benjamin Sisko. Ela também interpretou Catherine Sakai, a namorada do comandante Jeffrey Sinclair na primeira temporada de Babylon 5. Atuou em Double Dragon o filme como Satori Imada. 